# Crescent City (Kalifornia)
Crescent City település az Amerikai Egyesült Államok Kalifornia államában, Del Norte megyében, melynek megyeszékhelye is. Lakosainak száma 6673 fő (2020. április 1.).

## Népesség
A település népességének változása:

| 2010 | 7 643 |
| 2020 | 6 673 |